# Karin Heintz
Karin Heintz, geb. Schuppmann (geboren am 2. April 1936 in Stuttgart) ist seit 1966 Vorstandsmitglied und seit 2012 Präsidentin der Deutsch-Französischen Gesellschaft für München und Oberbayern e. V.

## Leben
Nach dem Abitur 1955 studierte Karin Heintz zunächst Literatur und Geschichte an der Universität Neuchâtel, Schweiz. Nach ihrem Examen 1956 folgte ein Studium am Sprachen-Institut Cambridge / England (1956/57), das sie mit dem Proficiency Certificate abschloss. Anschließend studierte Karin Heintz Wirtschaftskorrespondenz Englisch und Französisch und schloss 1960 mit dem Übersetzer- und Dolmetscher-Diplom in Recht und Wirtschaft am Sprachen- und Dolmetscher-Institut München (SDI) ab, wo sie anschließend auch als Dozentin im Fach „Deutsch für Ausländer“ und Französisch (Übersetzungen, Literatur) wirkte. Seit 1966 ist sie mit dem Kulturmanager Eckard Heintz verheiratet.

## Ehrenamtliche Tätigkeiten
- Ab 1966 Schüler-Austausch und au-pair-Vermittlung zwischen Deutschland und Frankreich.
- Mitglied des Münchener Bach-Chors unter Karl Richter (1960–1980)
- Dreißig Jahre Tätigkeit bei „Essen auf Rädern“ (Paritätischer Wohlfahrtsverband) (1990–2020)
- Seit 1980 Leiterin eines französischen Konversationskreises.
- Vorstandsmitglied (seit 1966) und Präsidentin (seit 2012) der Deutsch-Französischen Gesellschaft für München und Oberbayern e. V.[1]

## Ehrungen
- 1995: L’Ordre des Palmes Academiques
- 2009: Chevalier de la Legion d’Honneur
- 2015: Bundesverdienstkreuz am Bande[2]